# Рамачандра Бабу
Рамачандра Бабу (англ. Ramachandra Babu; 15 декабря 1947, Мадурантхакам, Мадрасское президентство — 21 декабря 2019, Кожикоде, Керала) — индийский кинооператор. За четыре десятилетия карьеры снял порядка 130 фильмов преимущественно в фильмах на малаялам, а также несколько документальных, рекламных и художественных фильмов на тамильском, телугу, хинди, арабском и английском языках. Четырёхкратный лауреат Кинопремии штата Кералы за лучшую операторскую работу. Старший брат кинооператора Рави К. Чандрана.

## Биография
Родился в местечке Мадурантакам (ныне округ Канчипурам штата Тамилнад) 15 декабря 1947 года.
Окончил химический факультет колледжа Лойола в Мадрасе. Позже поступил в Индийский институт кино и телевидения, чтобы изучать кинематографию. Ещё до окончания курса он дебютировал в качестве оператора в Vidyarthikale Ithile Ithile (1971) Джона Абрахама.
После окончания института он работал в дебютных фильмах нескольких режиссёров, которые в дальнейшем определили внешний вид, тон и сюжеты малаяламоязычных фильмов следующего десятилетия: Nirmalyam (1973) М. Т. Васудевана Наяра, Srishti (1976) К. Т. Мухаммеда, Swapnadanam (1976) К. Г. Джорджа, Ekaakini (1978) Г. С. Паникера и Manianpilla Adhava Manianpillai (1981) Балачандры Менона.
Все фильмы, которые он снимал до 1977 года были чёрно-белыми. Первой цветной картиной в его карьере стал Dweep Раму Кариата. Он же принёс ему первую Кинопремию штата Кералы. Впоследствии Рамачандра выигрывал её ещё трижды: за Rathinirvedam (1978) и Chamaram (1980) Бхаратхана, а также Oru Vadakkan Veeragadha (1989) Харихарана.
Он был выбран Navodaya Studio для съемки амбициозного фильма Padayottam (1982) режиссёра Джиджо, который был первым индийским широкоформатным фильмом, полностью произведённым в Индии.
Последние годы он работал как оператор и режиссёр над фантастической комедией Professor Dinkan, которую планировалось выпустить в 3D-формате. Однако съёмки фильма были приостановлены из-за ареста ведущего актёра Дилипа, и Рамачандра так и не смог его завершить. Он скончался в результате сердечного приступа 21 декабря 2019 года в больнице Кожикоде, куда он был доставлен после того как потерял сознание во время съёмок.